# Bofete
Bofete est une municipalité brésilienne de l'État de São Paulo et la Microrégion de Botucatu.

## Démographie

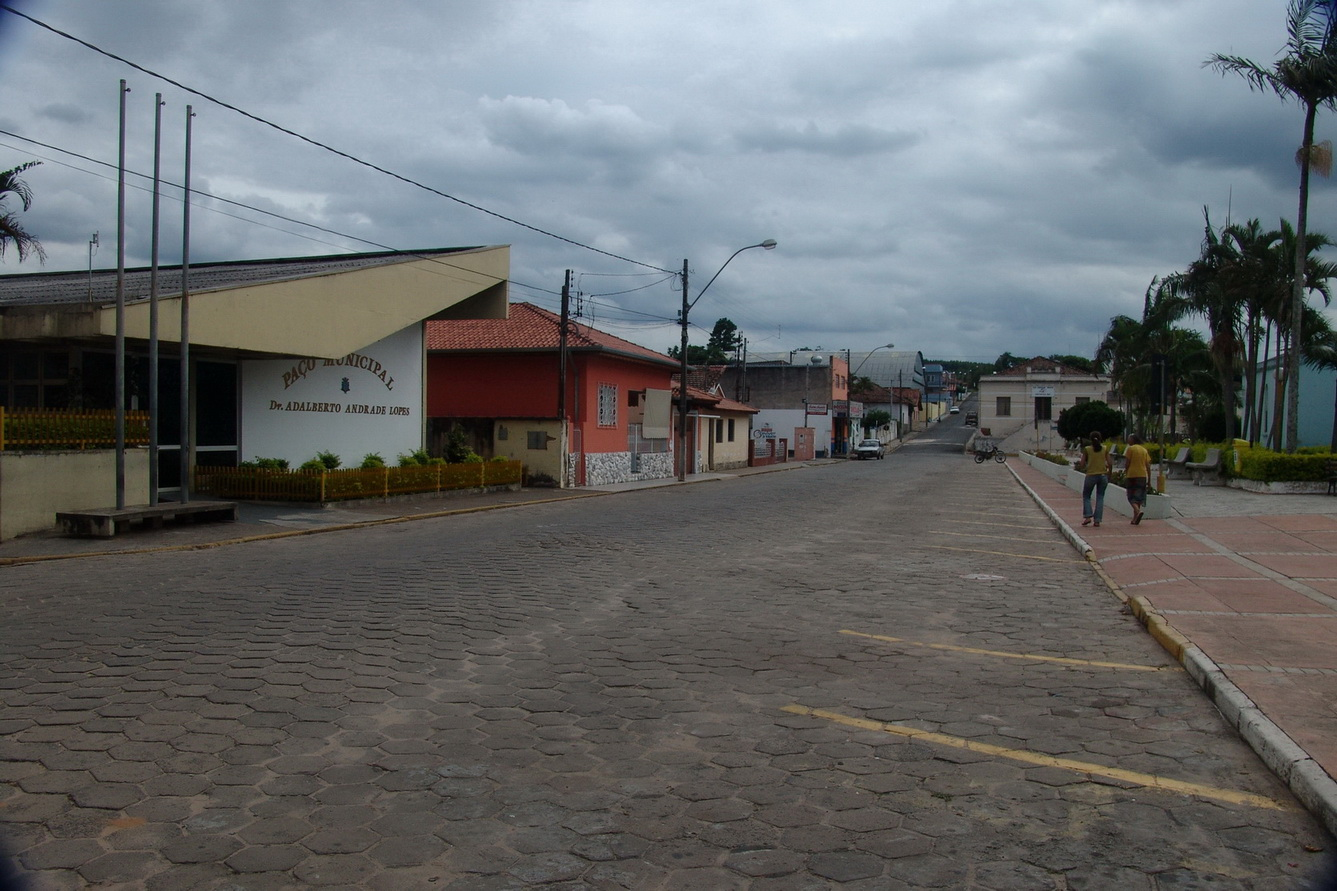
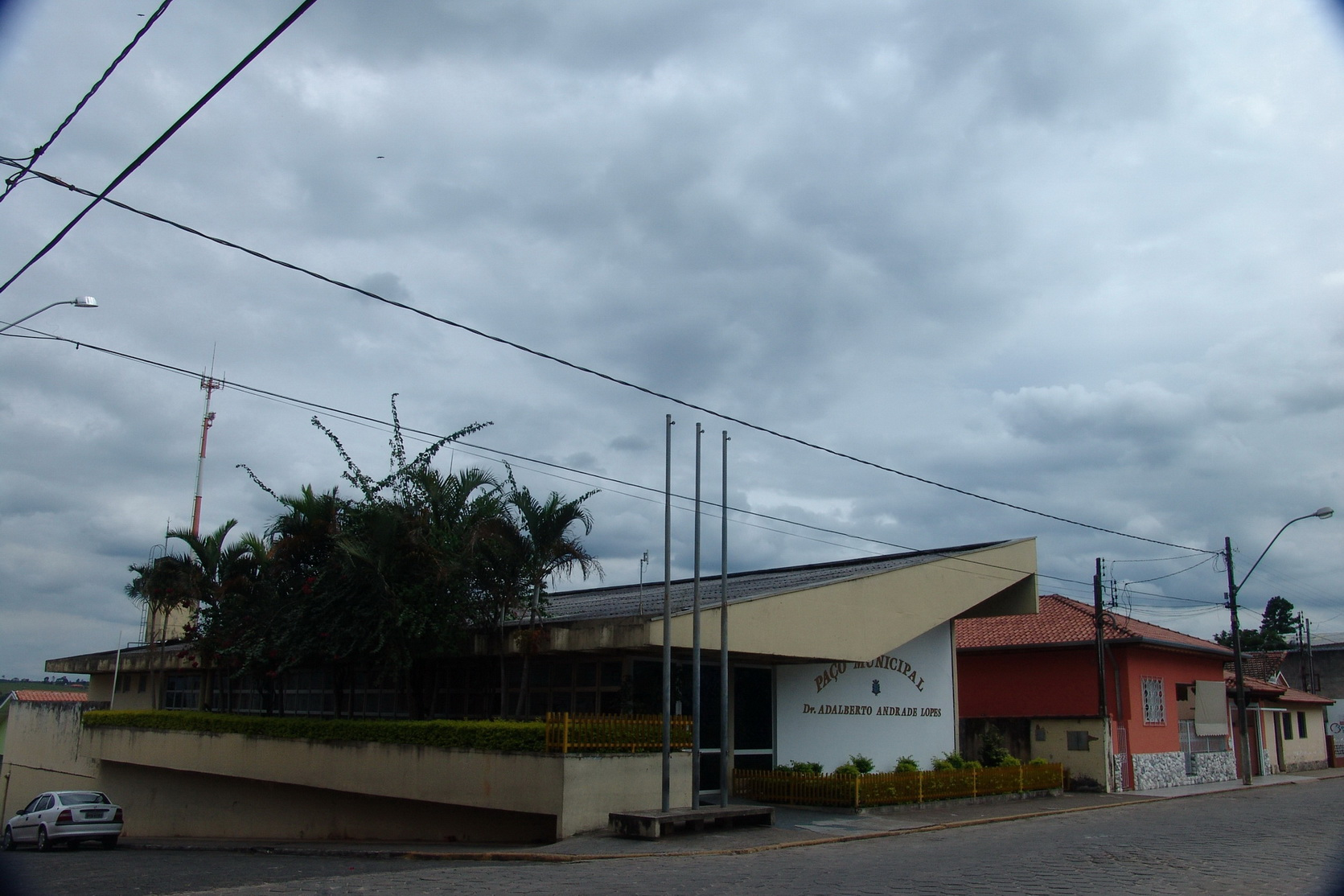
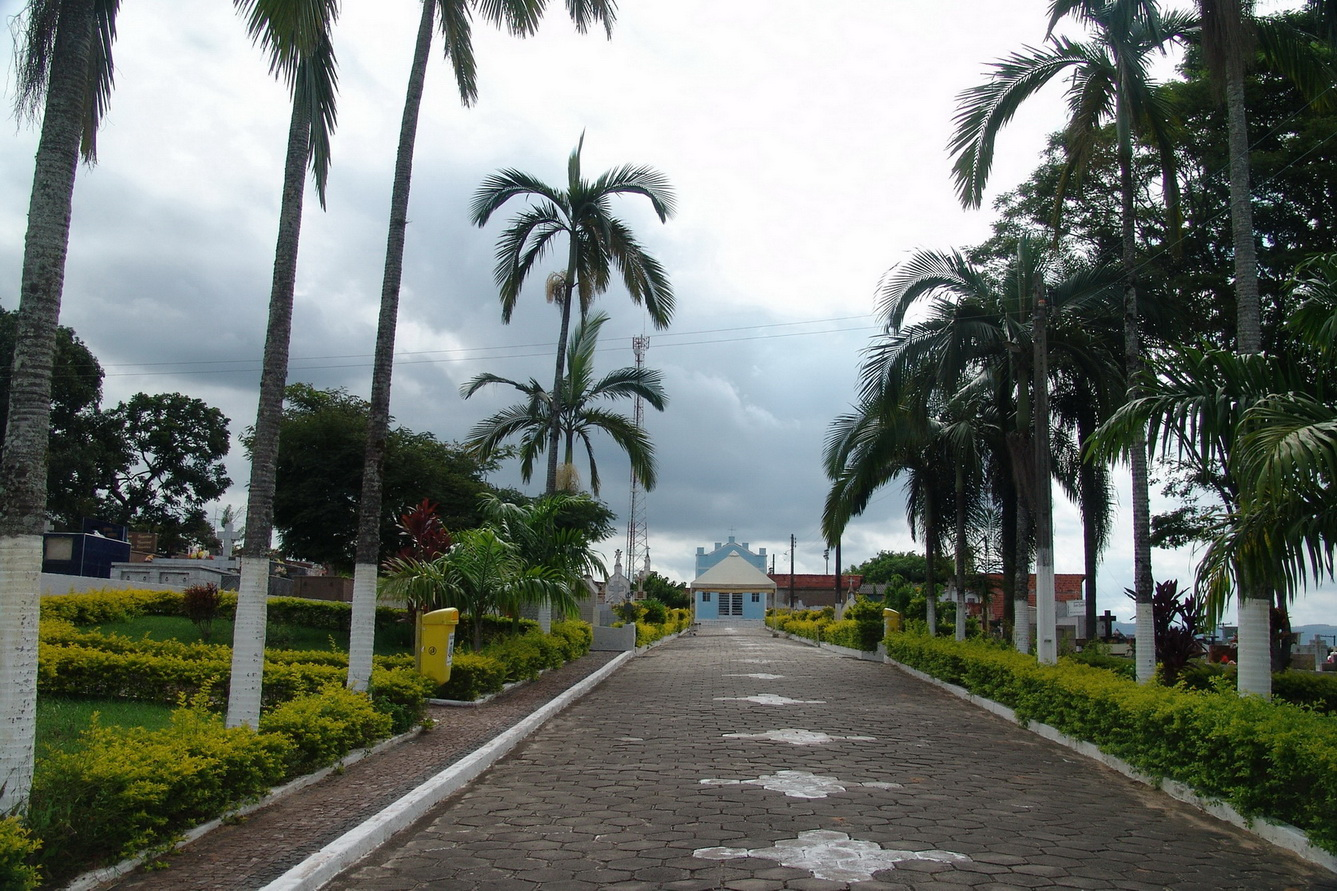
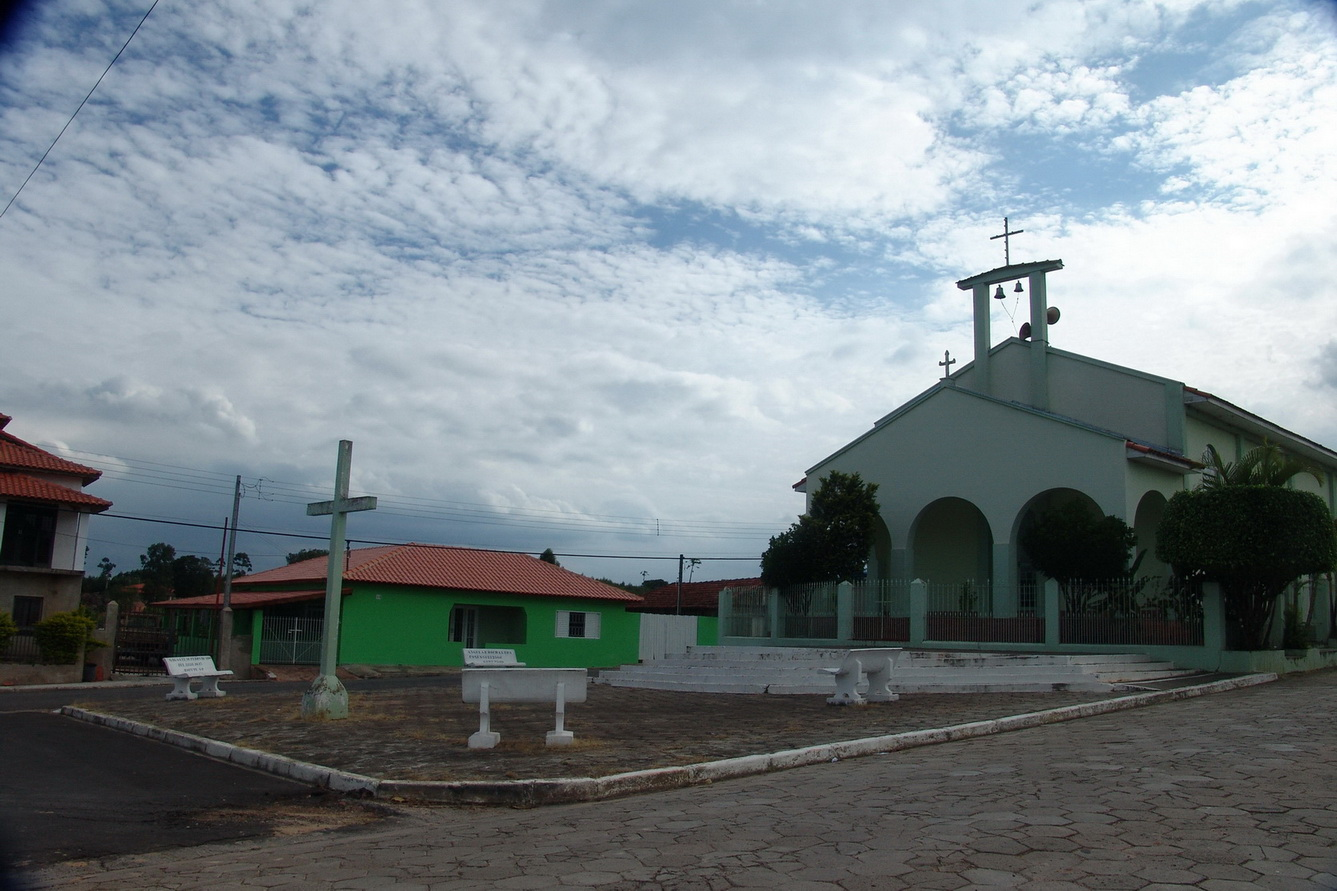
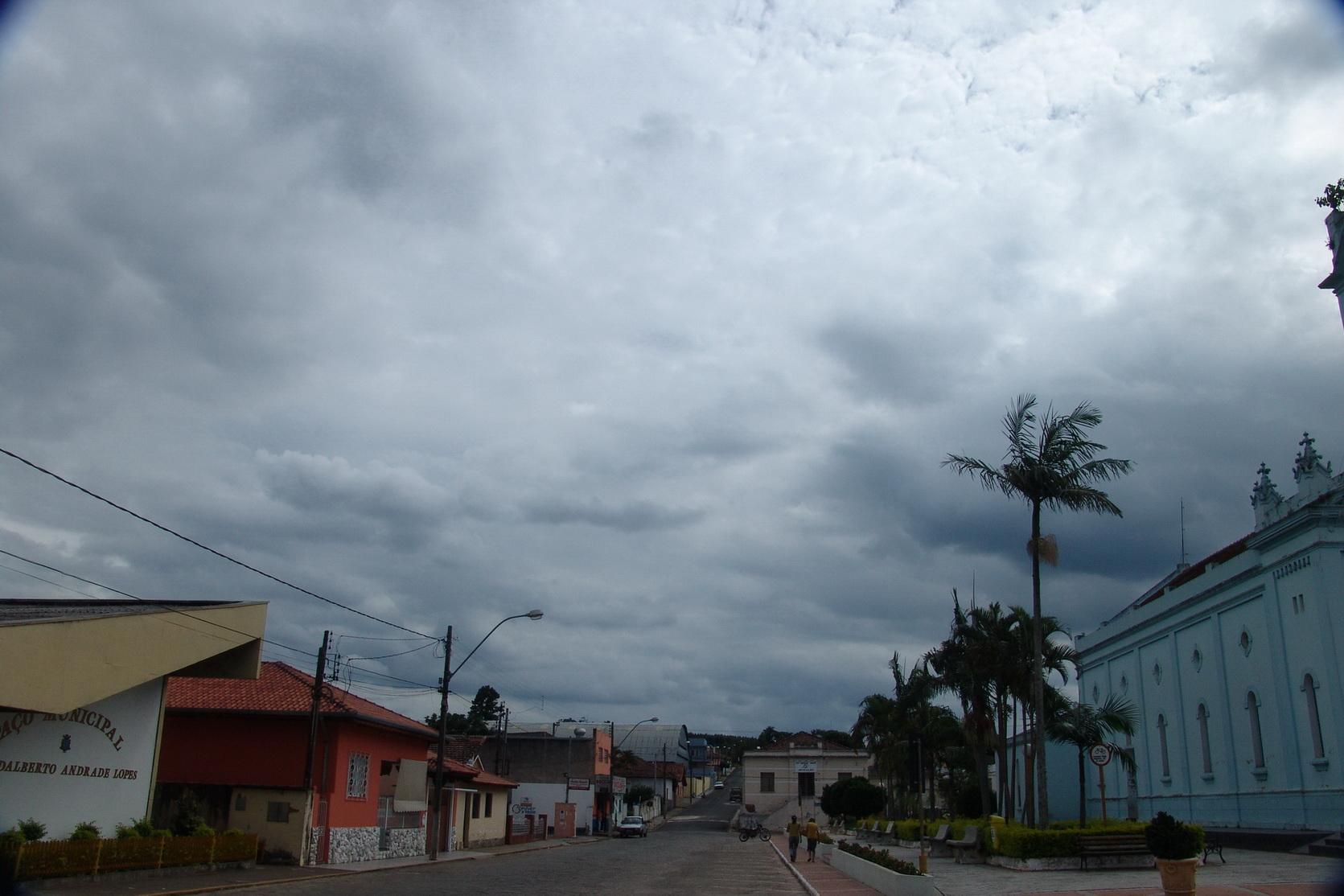

| Évolution de la population (municipalité) | Évolution de la population (municipalité) | Évolution de la population (municipalité) | Évolution de la population (municipalité) |
| Année                                     | Population                                |                                           | %±                                        |
| ----------------------------------------- | ----------------------------------------- | ----------------------------------------- | ----------------------------------------- |
| 1920                                      | 10 443                                    |                                           |                                           |
| 1940                                      | 7 683                                     |                                           | −26,4%                                    |
| 1950                                      | 6 039                                     |                                           | −21,4%                                    |
| 1960                                      | 5 601                                     |                                           | −7,3%                                     |
| 1970                                      | 5 327                                     |                                           | −4,9%                                     |
| 1980                                      | 4 446                                     |                                           | −16,5%                                    |
| 1991                                      | 5 666                                     |                                           | 27,4%                                     |
| 2000                                      | 7 356                                     |                                           | 29,8%                                     |
| 2010                                      | 9 618                                     |                                           | 30,8%                                     |
| 2022                                      | 10 460                                    |                                           | 8,8%                                      |
| ,                                         |                                           |                                           |                                           |